# シュリーランガ2世
シュリーランガ2世（テルグ語：శ్రీరంగ, タミル語：ஸ்ரீரங்க, Sriranga II, 生年不詳 - 1614年）は、南インドのヴィジャヤナガル王国、アーラヴィードゥ朝の君主（在位：1614年）。本名はシュリーランガ・チッカ・ラーヤ（Sriranga Chikka Raya）という。

## 生涯
ティルマラ・デーヴァ・ラーヤの息子ラーマを父として生まれた。
1614年、ヴィジャヤナガル王ヴェンカタ2世は死に際して、甥であるシュリーランガを次王に指名した。
同年10月、ヴェンカタ2世は死亡し、シュリーランガがシュリーランガ2世として即位した。彼はタンジャーヴール・ナーヤカ朝のラグナータ・ナーヤカやテルグの戦士層であるヴェールゴーティ家に支持されていた。
しかし、ヴェンカタ2世の落胤であるジャッガ・ラーヤは王位を主張して、ゴッブーリ家の支持で反乱を起こし、シュリーランガ2世とその家族は殺害された。このとき難を免れたのは息子のラーマ・デーヴァ・ラーヤと弟のティンマ・ラーヤだけであった。

## 関連文献
- Velcheru Narayana Rao, and David Shulman, Sanjay Subrahmanyam. Symbols of substance : court and state in Nayaka period Tamilnadu (Delhi ; Oxford : Oxford University Press, 1998) ; xix, 349 p., [16] p. of plates : ill., maps ; 22 cm. ; Oxford India paperbacks ; Includes bibliographical references and index ; ISBN 0-19-564399-2.
- Sathianathaier, R. History of the Nayaks of Madura [microform] by R. Sathyanatha Aiyar ; edited for the University, with introduction and notes by S. Krishnaswami Aiyangar ([Madras] : Oxford University Press, 1924) ; see also ([London] : H. Milford, Oxford university press, 1924) ; xvi, 403 p. ; 21 cm. ; SAMP early 20th-century Indian books project item 10819.
- K.A. Nilakanta Sastry, History of South India, From Prehistoric times to fall of Vijayanagar, 1955, OUP, (Reprinted 2002) ISBN 0-19-560686-8.